# Sang Hu
Sang Hu (chinois simplifié : 桑弧), né le 22 décembre 1916 à Shanghai (Jiangsu) et mort le 1er septembre 2004 dans la même ville, est un réalisateur et scénariste chinois,,.

## Filmographie

### Réalisateur
- 1947 : Un amour inachevé (不了情, Bu liao qing)
- 1947 : Vive ma femme (zh) (太太万岁, Tai tai wan sui)
- 1949 : Tristesse et joie de l’âge mûr (zh) (哀乐中年, Ai le zhong nian)
- 1953 : La Romance de Liang Shanbo et Zhu Yingtai (opéra yueju)
- 1956 : Les Offrandes du Nouvel An (ru) (祝福, Zhu Fu)[4],[5]
- 1962 : Les Aventures d’un magicien
- 1972 : La fille aux cheveux blancs (ballet)
- 1979 : Jumelles et jumeaux
- 1984 : Les timbres, messagers de l’amour
- 1988 : La Vie de Cai Yuanpei (1868-1940) (documentaire)

### Scénariste
- 1942 : La Nuit de noce (洞房花烛夜) de Zhu Shilin
- 1947 : La Dot en carton de Huang Zuolin
- 1955 : Le mariage d’une immortelle de Shi Hui
- 1982 : Le Grelot du faon de Tang Cheng et Wu Qiang